# Satan en prison
Pour plus de détails, voir Fiche technique et Distribution.
Satan en prison est un film muet français réalisé par Georges Méliès, sorti en 1907.

## Synopsis
Le film présente Méliès se trouvant dans une pièce servant de cellule où il trouve des moyens de guérir son ennui en faisant des tours, tels qu'en faisant apparaître par magie des tableaux, cheminée et des tables à dîner avec du vin. Vers la fin du film, il apparaît comme Satan et trompe ses gardes en disparaissant dans une couverture.

## Galerie

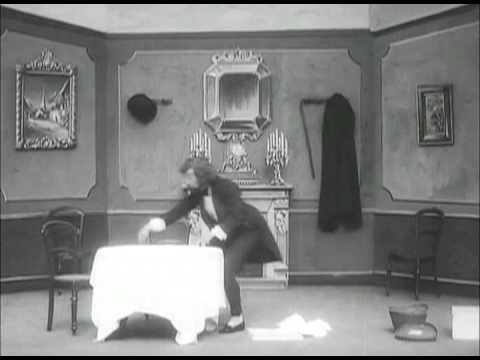
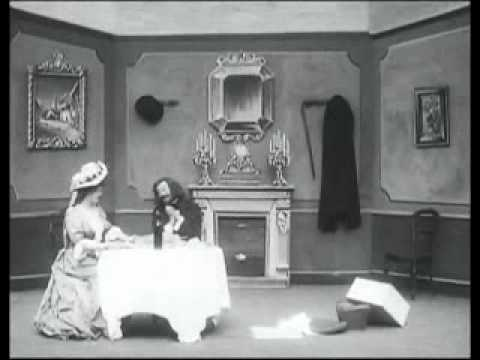
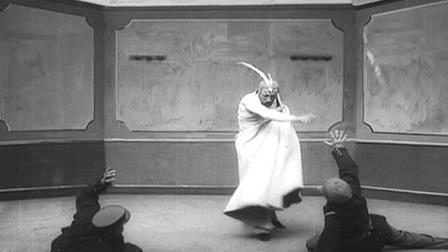

## Distribution
- Georges Méliès